# Pålsundet, Södertälje
För andra betydelser, se Pålsundet (olika betydelser).

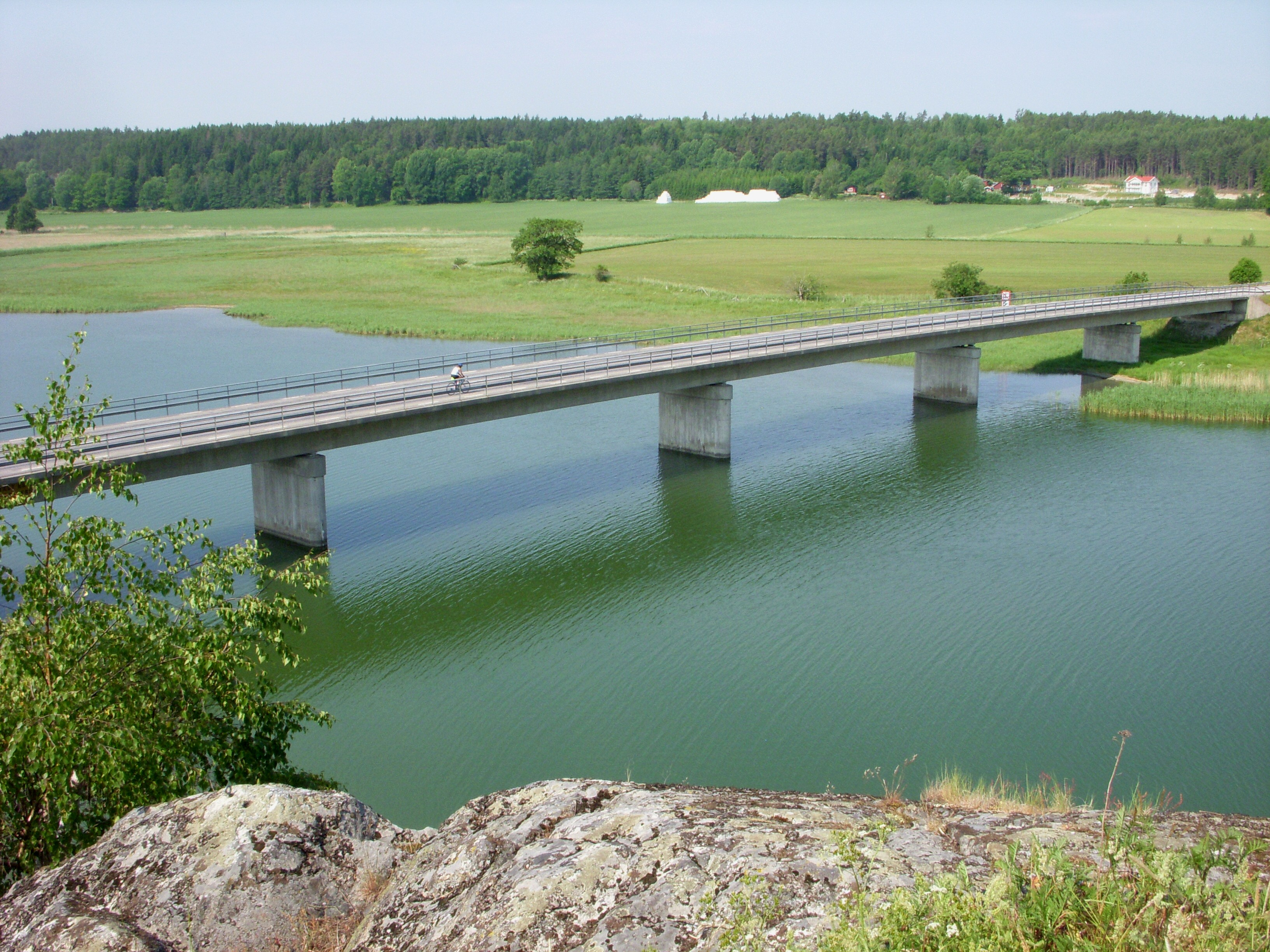
Pålsundet med Pålsundsbron vy från Kasholmsskansen.

Pålsundet (även Kasholmssundet) är ett sund mellan Mörkö socken och Hölö socken i  Södermanland, Södertälje kommun. Sundet är den södra delen av Stavbofjärden och var i historisk tid en viktig farled från södra Östersjön in mot Södertälje. Sundet blev därför militärstrategiskt viktigt och har befästs och bevakats ända sedan forntiden. Samhället "Pålsundet" ligger cirka två kilometer söder om sundet.

## Etymologi
Äldsta kända namnet för Pålsundet med angränsande vatten är Mörkö fjord (1200-talet). Nuvarande namn är tidigast belagd från 1600-talet. Namnet härrör från den pålspärr som anlades redan omkring år 900 (möjligtvis ännu tidigare) som en arkeologisk undersökning utförd 2001 kunde visa. Etymologiskt är ”pål” ett germanskt lån från latinets palus, med betydelsen påle.

## Geografi

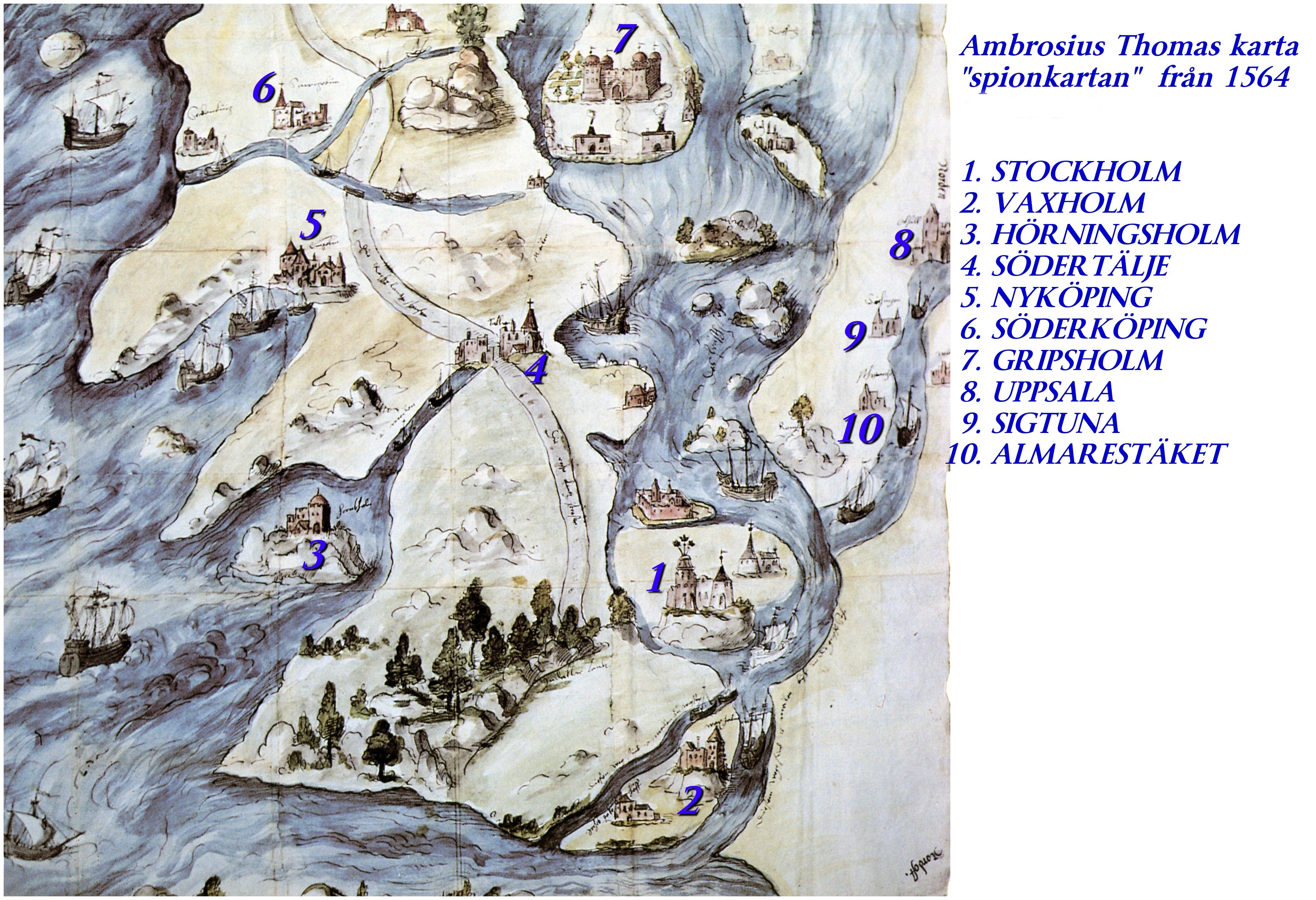
Ambrosius Thomas spionkarta från 1564.
Norr är åt höger.

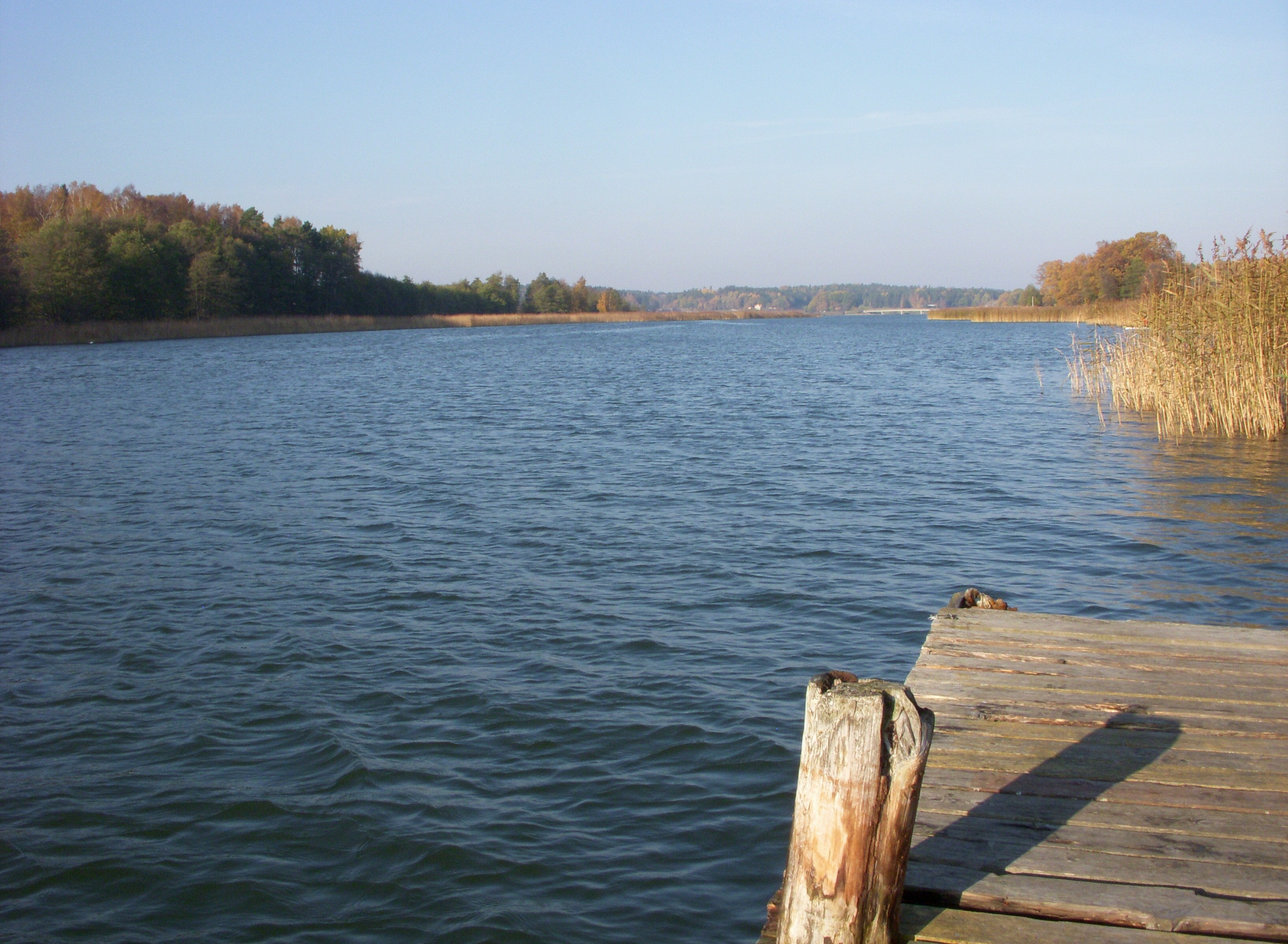
Sundet norrut vid samhället Pålsundet.

Den äldsta kartan över området anses vara den så kallade spionkartan som upprättades av den preussiske Stockholmsambassadören Ambrosius Thomas år 1564 (eller 1568) på uppdrag av hertig Albrekt av Preussen. Kartan är ritad att underlätta en planerad fritagningsoperation av hertig Johan (sedermera Johan III), som satt fången på Gripsholms slott.  Kartan är inte som moderna kartor orienterad och väderstrecken är delvis missvisande, men den visar schematiskt flera farleder in mot Mälaren och Gripsholm, vars typiska torn tydligt framgår. Södertörns karakteristiska södra spets pekar åt vänster (längst ner) och slottet Tre kronor står på en hög klippa med Storkyrkan intill. En bred färdväg (Göta landsväg) sträcker sig från Stockholm till Södertälje. Hörningsholms slott redovisas på en stor ö (Mörkö) med breda, öppna sund på ömse sidor. Det nedre sundet föreställer nuvarande Skanssundet och det övre nuvarande Pålsundet. Sedan 1500-talet har landhöjningen höjt landskapet med cirka 2,5 meter och sundet har blivit betydligt smalare och grundare.
Pålsundet är en del av Stavbofjärden och idag cirka fyra kilometer långt med en central del som är cirka 2,5 km lång. Sundets längdriktning är nästan exakt nord–sydlig. Smalaste stället är ca 80 meter brett. Eftersom sundet numera spärras av en icke öppningsbar vägbro begränsas trafiken till fritidsbåtar. Största djup är 3,4 meter. Sockengränsen mellan Hölö och Mörkö går i sundet. Vid sundets östra sida ligger samhället Pålsundet.

## Pålspärr
Pålningen sträcker sig över sundet ca 110 x 15 meter i ost–västlig riktning och består av både löst liggande virke och vertikalt nedslagna pålar. Pålarnas tjocklek varierar mellan ca 10 och 25 cm. I spärrens östra del anordnades en fem meter bred ränna, där fartyg kunde passera.
Pålanläggningen undersöktes för första gången vid en marinarkeologisk fältkurs 1994 och har senare mätts upp och daterats. Enligt en grov uppskattning spärrades Pålsundet med upp till 6500 ekpålar, som med hjälp av C14-metoden kunde dateras till 780-1210 e Kr, alltså hela vikingatiden och tidig medeltid.

## Pålsundets skansar

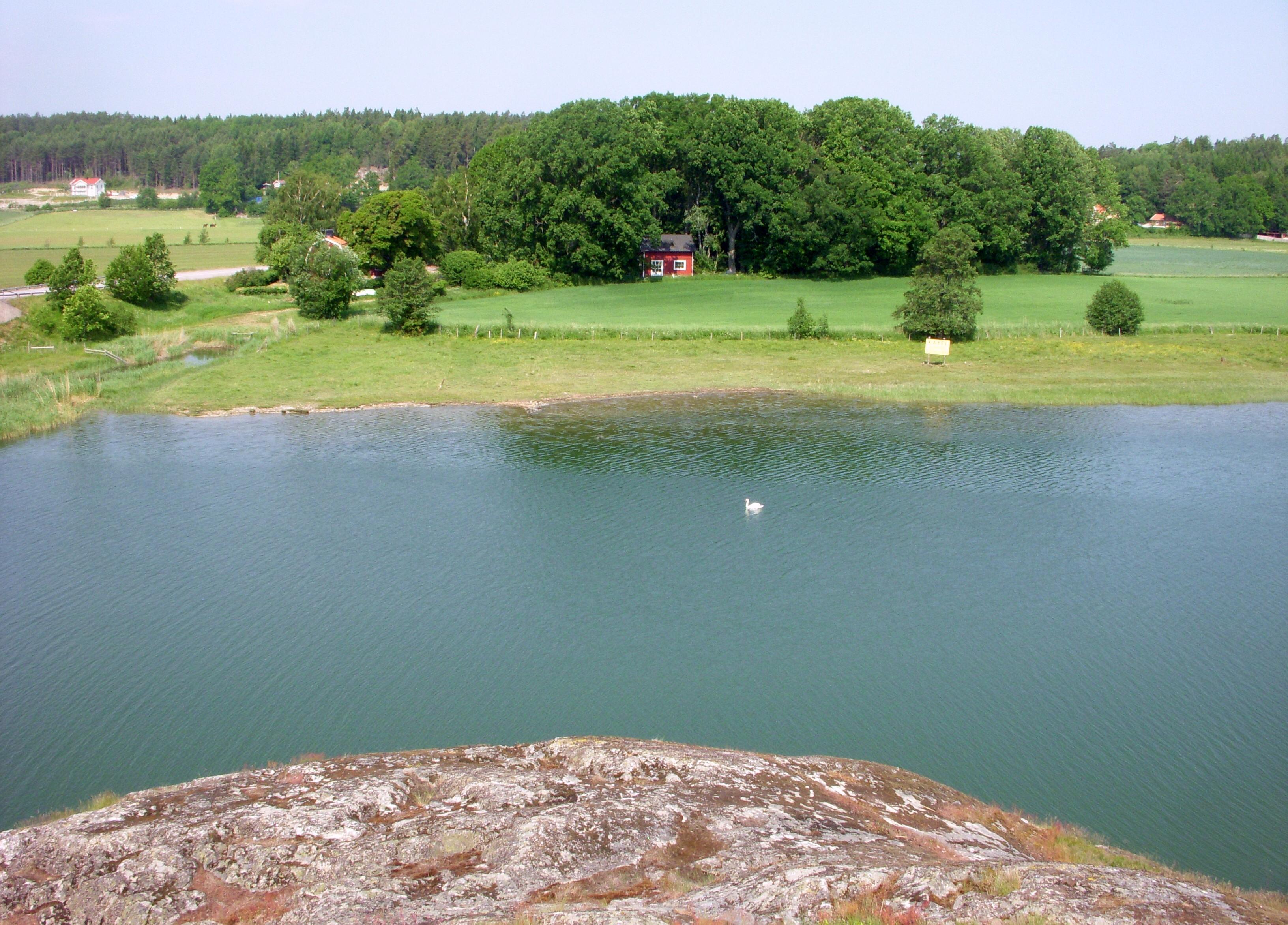
Platsen för Hölö skans (vid röda stugan), vy mot väst från Kasholmsskansen, 2011.

Fram till början av 1600-talet var båda farlederna in mot Södertälje (öster och väster om Mörkö) obefästa.  Först under Gustav II Adolf togs de första initiativen till ett fast försvar i området kring Hörningsholm. Anledningen var rykten att Sigismund av Polen 1623 drog samman en här vid Danzig för ett anfall mot Sverige. Samma år  ”iståndsattes i all hast” försvarsanordningar i Stockholms skärgård och fyra skansar uppfördes; Nässkansen och Furuholmsskansen vid Skanssundet samt Kasholmsskansen och Hölö skans vid Pålsundet. Ritningar upprättades på uppdrag av Axel Oxenstierna och arbetsstyrkan och bemanningen kom från Södermanlands regemente.
Det befarade polska anfallet kom aldrig. Skansarna förföll under fredstid och upprustades hastig under oros- eller krigstider. Under rysshärjningarnas år 1719 bemannades Hörningsholmsskansarna av svensk trupp. Men truppens försvarsvilja var inte särskilt stor: hvilka likväl, avmarscherade dagen före fiendens ankomst. Dessutom roddes de ryska galärerna inte genom Skanssundet (som den svenska sjöspaningen förmodade) utan genom Pålsundet. Södertälje och kustbygderna däromkring brändes och härjades sedan av ryssarna, bland annat förstördes Hörningsholms slott.
Efter rysshärjningarna byggdes skansarna upp igen. Den sista större bygginsatsen i form av en modernisering gjordes 1743, men beväpningen och underhåll avvecklades definitivt år 1757.

## Färjor och broar
Den äldsta kända broanläggning var en militär flottbro som byggdes på 1620-talet i samband med att skansarna vid sundet tillkom. Den första civila bron uppfördes 1912, den var öppningsbar för att kunna släppa igenom nyttotrafiken, bland annat gick från 1800-talets slut  ångbåtstrafik mellan Trosa och Södertälje genom sundet. Nuvarande betongbro anlades 1972. Färjetrafik är belagd först från 1600-talet men fanns troligen redan dessförinnan.